# Gesiel José de Lima
Gesiel José de Lima (* 8. Dezember 1968 in Olinda), auch bekannt als Nasa, ist ein ehemaliger brasilianischer Fußballspieler.

## Karriere
Nasa begann seine Karriere 1989 bei Santa Cruz FC spielte unter anderem auch bei Ferroviário AC (CE) und União São João EC. 1997 wechselte er zum Erstligisten CR Vasco da Gama. Mit dem Verein wurde er 1997 und 2001 brasilianischer Meister. 1998 gewann er mit dem Verein den Copa Libertadores. 2001 wechselte er zum japanischen Yokohama F. Marinos. 2001 gewann er mit dem Verein den J.League Cup. 2002 wurde er mit dem Verein Vizemeister der J1 League. 2003 kehrte er nach Brasilien zurück. Hier spielte er bis 2005 für América FC (PE), ADRC Icasa, Guarani EC (CE) und Madureira EC. 2005 beendete er seine Karriere als Fußballspieler.

## Erfolge
CR Vasco da Gama
- Brasilianischer Meister: 1997, 2001
- Copa Libertadores: 1998
- Torneio Rio-São Paulo: 1999

Yokohama F. Marinos
- Japanischer Ligapokalsieger: 2001